# 最先端IT情報SHOW 革命×テレビ
『最先端IT情報SHOW 革命×テレビ』（さいせんたんアイティーじょうほうショー かくめいテレビ）は、2010年5月30日から2011年3月27日までTBS系列で放送（当初は生放送）されていた情報バラエティ番組である。通称『革命×テレビ』。ソフトバンクグループ（Yahoo! Japanを含む）の一社提供番組である。ハイビジョン制作ではあるが、アナログ放送では地デジへの統合を前提としてなのか、第1回からレターボックス16:9のサイズでの放送である。
当初のタイトルは、『地球同時多発情報SHOW 革命×テレビ』（ちきゅうどうじたはつじょうほうショー かくめいテレビ）であった。

## 概要
当初は世界のあらゆる地域で起きている情報をインターネットライブ動画サービスUstreamを使って生中継で放送していた。国内外各地に派遣された「革命特派員」がそれぞれ毎回8ヶ所程度の場所から生中継を行う。スタジオは、背景が全面クロマキーの合成で、中継映像やTwitterのつぶやき投稿が番組中に紹介される。また、スポンサーがソフトバンクであるため、iPadとYahoo!ニュースの紹介があった。
司会はお笑いコンビの雨上がり決死隊（宮迫博之・蛍原徹）と元TBSアナウンサーの小林麻耶が務めている。小林は『総力報道!THE NEWS』以来生放送番組の司会を務め、深夜番組では『チューボーですよ!』以来となる。又同時刻での生放送のレギュラー番組は『JNNスポーツ&ニュース』以来となる。
しかし、思いのほか視聴率が取れず、8月頃から、路線変更でiPadとYahoo!ニュースの紹介、有名人Twitter、Ustream生中継を事前収録のロケに。革命特派員も枠を設けず若手芸人に限定、iPhoneの最新アプリ紹介、世界の最新技術を紹介する番組に変えた。リニューアルの効果があったのか2010年8月29日の放送では関東地方で5.4%（ビデオリサーチ調べ）という視聴率を記録した。
2010年9月26日放送分から再度リニューアルを実施し、タイトルを現在のものにするとともに、ナレーション付きの録画放送に変更された。
結局およそ10ヶ月で番組は終了。2011年4月からは同枠はCBCテレビ（CBC）制作枠となり、ソフトバンクグループはスポンサーを降板し提供枠は『さんまのスーパーからくりTV』（2011年4月 - 2012年3月）→『火曜曲!』（2012年4月 - 9月）→『ぴったんこカン・カン』（2012年10月 - 2021年9月）に移った。

## 出演者

### 司会
- 雨上がり決死隊（蛍原徹・宮迫博之）
- 小林麻耶

### 革命特派員
- おにぎり（ニューロマンス）
- 金成公信（ギンナナ）
- 功刀富士彦（元おはよう。）
- ネゴシックス
- 吉村崇（平成ノブシコブシ）
- 木村明浩（バッファロー吾郎）
- モンスターエンジン（西森洋一・大林健二）
- 出雲阿国
- くまだまさし
- 世界のナベアツ（ジャリズム）
- しずる（池田一真・村上純）
- ピース（又吉直樹・綾部祐二）
- 椿鬼奴
- 小林麻耶

### リニューアル以後の準レギュラー
- 世界のナベアツ（ジャリズム）
- ヒデ（ペナルティ）
- 品川祐（品川庄司）
- 近藤春菜（ハリセンボン）
- オリエンタルラジオ（中田敦彦・藤森慎吾）
- インパルス（堤下敦・板倉俊之）
- 山里亮太（南海キャンディーズ）

### ナレーター
- 山崎優

## スタッフ
- 構成：伊藤正宏、藤沢めぐみ、松本真一、木南広明
- TM：金澤健一
- TD：伊東修
- VE：姫野雅美
- カメラ：北林良一
- 音声：北村玲奈
- LD：夏井茂之
- 美術プロデューサー：アズマリツ
- デザイン：齊藤傑
- 美術制作：宮本旭
- 大道具：藤満達郎
- 衣装：原口恵理
- CG：岩屋朝仁、工藤理恵
- EED：OMNIBUS JAPAN
- 編集：伴圭史
- MA：井田須美子
- 音響効果：福永真弓
- インターネット：中野健、岡野恒
- 情報システム：柳内啓司
- 技術協力：USTREAM Asia、ProCam
- 協力：吉本興業
- 編成：阿隅訓之、畠山渉
- 番組宣伝：橋本浩史
- リサーチ：K2mesh、ワンバイワンプラス
- TK：野村佳乃子
- AP：崎濱かおり
- AD：新宮原敦、水谷友亮、宮田陽介、工藤悠希
- ディレクター：宮田智久、長井貴仁、井上大輔、天竺桂英生、萩野谷剛
- 演出：谷知明
- 総合演出：春日孝夫
- プロデューサー：富田茂、別部時彦、土屋達彦（よしもとクリエイティブ・エージェンシー）
- 制作プロデューサー：荒牧克久
- 制作協力：TBSビジョン
- 製作著作：TBS

### 過去のスタッフ
- VE：瀬戸博之
- メイク：城所とも美
- CG：青木貴則、梅沢智仁
- MA：津田のぞみ
- 情報システム：柳内啓司
- 中継：佐藤康昭、江夏治樹、大沼知央
- AD：大寺高司、岸本真由美
- 演出：新井康孝
- 総合演出：鴨下潔

## 備考
- 琉球放送(RBC)では、2010年11月28日放送分は沖縄県知事選挙の選挙特番を放送した関係で、12月1日の19:30 - 20:00に振替放送された（直前番組の『情熱大陸』も同日の19:00 - 19:30に振替放送　当時の水曜19時台はローカルセールス枠だったため）。
- 2011年3月13日は、2日前に発生した東北地方太平洋沖地震（東日本大震災）の影響により番組は休止。先述の事情により同月27日での番組終了が決まっていたこともあって、TBSでは27日の15:00 - 15:30に未放送分を緊急放送した。
- 本番組終了後、スタッフの一部は火曜20時台の新番組『教科書にのせたい!』を担当していた。

## 関連番組
- Take Me Out

スタッフ上の前身番組。2009年10月から2010年3月まで木曜23:30枠にて放送。
| TBS系列 日曜23時台後半枠                 | TBS系列 日曜23時台後半枠                                                              | TBS系列 日曜23時台後半枠         |
| 前番組                                   | 番組名                                                                                | 次番組                           |
| ---------------------------------------- | ------------------------------------------------------------------------------------- | -------------------------------- |
| S☆1 ※23:30 - 翌0:50 【30分縮小して継続】 | 地球同時多発情報SHOW 革命×テレビ ↓ 最先端IT情報SHOW 革命×テレビ 【本番組までTBS制作】 | ホンネ日和 【同番組からCBC制作】 |